# Milorad Milutinović
Milorad Milutinović (serbe : Mилopaд Mилутинoвић), né le 10 mars 1935 à Bajina Bašta, à l'époque dans le royaume de Yougoslavie, aujourd'hui en Serbie, et décédé le 12 juillet 2015 à La Chaux-de-Fonds en Suisse, est un joueur de football yougoslave (serbe), qui évoluait au poste de défenseur, avant de devenir ensuite entraîneur. Il est le frère de Bora et de Miloš.

## Biographie

### Carrière de joueur

#### Carrière en club
Avec le Partizan Belgrade, il remporte trois championnats de Yougoslavie et deux Coupes de Yougoslavie.
Avec cette même équipe, il joue trois matchs en Coupe d'Europe des clubs champions.

#### Carrière en sélection
Avec l'équipe de Yougoslavie, il figure dans le groupe des sélectionnés lors de la Coupe du monde de 1958. Il ne joue toutefois aucun match avec la Yougoslavie au cours de sa carrière.

## Palmarès
Partizan Belgrade
- Championnat de Yougoslavie (3) :
  - Champion : 1960-61, 1961-62, 1962-63.
  - Vice-champion : 1953-54, 1955-56 et 1957-58.

- Coupe de Yougoslavie (2) :
  - Vainqueur : 1953-54 et 1956-57.